# 鹿药属
鹿药属（学名：Smilacina）是百合科下的一个属，为多年生草本植物。该属共有25种，分布于亚洲东部、苏联西伯利亚、北美至中美洲。中国有14种和2变种，除新疆、内蒙古、青海和宁夏外，全国都有分布。该属目前已被认定为舞鹤草属的异名。

## 下属物种
- 高大鹿药 Smilacina atropurpurea（现为Maianthemum atropurpureum）
- 兴安鹿药 Smilacina dahurica（现为Maianthemum dahuricum）
- 台湾鹿药 Smilacina formosana（现为Maianthemum formosanum）
- 抱茎鹿药 Smilacina forrestii（现为Maianthemum forrestii）
- 西南鹿药 Smilacina fusca（现为Maianthemum fuscum）
- 金佛山鹿药 Smilacina ginfushanica（现为Heteropolygonatum ginfushanicum）
- 管花鹿药 Smilacina henryi（现为Maianthemum henryi）
- 鹿药 Smilacina japonica（现为Maianthemum japonicum）
- 丽江鹿药 Smilacina lichiangensis（现为Maianthemum lichiangense）
- 长柱鹿药 Smilacina oleracea（现为Maianthemum oleraceum）
- 窄瓣鹿药 Smilacina paniculata（现为Maianthemum paniculatum）
- 紫花鹿药 Smilacina purpurea（现为Maianthemum purpureum）
- 三叶鹿药 Smilacina trifolia（现为Maianthemum trifolium）
- 合瓣鹿药 Smilacina tubifera（现为Maianthemum tubiferum）